# The Best of 1990-2000
Pour les articles homonymes, voir Best of.
Albums de U2
Seven
(2002) U2 Go Home: Live from Slane Castle
(2004)
Singles
1. Electrical Storm
Sortie : 21 octobre 2002

The Best of 1990-2000 est la deuxième compilation du groupe de rock irlandais U2 sortie le 12 novembre 2002 sous les labels Island et Interscope. Il compte 16 morceaux dont deux inédits (parmi lesquels le single promo Electrical Storm) pour une durée totale de 73 minutes environ. Tous les albums de U2 de cette période à savoir Achtung Baby, Zooropa , Original Soundtracks 1, Pop et All That You Can't Leave Behind sont représentés par au moins un morceau. 7,4 millions de copies se sont écoulées dans le monde depuis sa parution. La compilation est rééditée en vinyle le 28 septembre 2018.

## Présentation du Best of

### Contenu
Ce Best of, est le second du groupe après celui publié en 1998 et qui regroupait les principaux tubes de U2 des années 80. Il se compose principalement de chansons de la décennie 1990-2000. Certains singles de cette époque ont été laissés de côté par le groupe comme Who's Gonna Ride Your Wild Horses  ou Lemon au profit d'autres titres moins connus du grand public à l'instar de Until the End of the World ou  de The First Time .
Deux nouveaux morceaux produits par l'Anglais William Orbit sont présents sur ce Best of. Sorti en single pour promouvoir l’album, la ballade rock Electrical Storm, est une sorte de synthèse musicale de tout ce que U2 a fourni et expérimenté au cours des années 90. C'est la version remixée qui est proposée ici par le groupe. Quant au morceau The Hands That Built America, il sera emprunté par Martin Scorsese pour son film Gangs of New York en 2003  qui remportera le Golden Globe de la meilleure chanson originale la même année.
Par ailleurs, Gone, Discothèque, Staring at the Sun (de l'album Pop) et Numb (Zooropa) ont été remixés par Mike Hedges pour la compilation. Mysterious Ways (Achtung Baby) est identique à la version album à l’exception d’une seule parole. Miss Sarajevo, co-écrit avec Brian Eno, provient de l’album Original Soundtracks 1, qui a été publié par le groupe sous le pseudonyme « Passengers ». On trouve enfin le single Hold Me, Thrill Me, Kiss Me, Kill Me qui apparait sur la bande originale de Batman Forever: Original Music From The Motion Picture, sortie en 1995.

### Les deux formats de la compilation
- une édition simple CD comprenant les grands succès de cette époque (la chanson The Fly est ajoutée en plus sur la version anglaise). S'y adjoint deux nouveaux titres produits par William Orbit que nous avons vu plus haut : Electrical Storm et The Hands That Built America.

- une édition double CD comprenant en plus de l'édition précédente, un CD de faces B, de remixes et le morceau Your Blue Room, troisième piste de l'album Original Soundtracks 1 des Passengers. A noter que la version originale d' Electrical Storm est présente dans ce second CD alors que le remix de William Orbit a les honneurs du premier[6].

## Pochette
En couverture de ce Best of, on voit deux bisons se faire face. Cette pochette renvoie à celle du single One, publié en 1991. La photographie a été réalisée par Anton Corbijn.

## Liste des pistes

### Best Of
| 1.    | Even Better Than the Real Thing                           | Achtung Baby (1991)                                           | 3:39 |
| 2.    | Mysterious Ways (Best Of version)                         | Achtung Baby (1991)                                           | 4:02 |
| 3.    | Beautiful Day                                             | All That You Can't Leave Behind (2000)                        | 4:05 |
| 4.    | Electrical Storm (William Orbit Mix)                      | titre inédit                                                  | 4:37 |
| 5.    | One                                                       | Achtung Baby (1991)                                           | 4:35 |
| 6.    | Miss Sarajevo (Radio Edit)                                | Original Soundtracks 1 (1995)                                 | 4:30 |
| 7.    | Stay (Faraway, So Close!)                                 | Zooropa (1993)                                                | 4:58 |
| 8.    | Stuck in a Moment You Can't Get Out Of                    | All That You Can't Leave Behind (2000)                        | 4:31 |
| 9.    | Gone (New Mix)                                            | Pop (1997)                                                    | 4:32 |
| 10.   | Until the End of the World                                | Achtung Baby (1991)                                           | 4:38 |
| 11.   | The Hands That Built America (thème de Gangs of New York) | version inédite                                               | 4:57 |
| 12.   | Discothèque (New Mix)                                     | Pop (1997)                                                    | 4:40 |
| 13.   | Hold Me, Thrill Me, Kiss Me, Kill Me                      | Batman Forever: Original Music from the Motion Picture (1995) | 4:44 |
| 14.   | Staring at the Sun (New Mix)                              | Pop (1997)                                                    | 4:48 |
| 15.   | Numb (New Mix)                                            | Zooropa (1993)                                                | 4:21 |
| 16.   | The First Time                                            | Zooropa (1993)                                                | 3:44 |
| 71:53 |                                                           |                                                               |      |

| 17. | The Fly | Achtung Baby (1991) | 4:28 |

Electrical Storm est sorti comme single pour promouvoir l'album. Gone, Discothèque, Staring at the Sun et Numb ont été remixés par Mike Hedges pour la compilation. Miss Sarajevo, co-écrit par Brian Eno, provient de l'album Original Soundtracks 1, sorti par le groupe sous le nom de Passengers.

### 2edisqueinclus dans l'édition limitée
| 1.    | Lady with the Spinning Head (Extended Dance Mix)   | single de Even Better Than the Real Thing | 6:06 |
| 2.    | Dirty Day (Junk Day Mix)                           | single de Please                          | 4:40 |
| 3.    | Summer Rain                                        | single de Beautiful Day                   | 4:07 |
| 4.    | Electrical Storm                                   | titre inédit                              | 4:26 |
| 5.    | North and South of the River                       | single de Staring at the Sun              | 4:36 |
| 6.    | Your Blue Room                                     | Original Soundtracks 1                    | 5:26 |
| 7.    | Happiness Is a Warm Gun (The Gun Mix)              | single de Last Night on Earth             | 4:45 |
| 8.    | Salomé (Zooromancer Remix edit)                    | single de Even Better Than the Real Thing | 5:51 |
| 9.    | Even Better Than the Real Thing (The Perfecto Mix) | single de Even Better Than the Real Thing | 6:38 |
| 10.   | Numb (Gimme Some More Dignity Mix edit)            | Melon: Remixes for Propaganda             | 5:50 |
| 11.   | Mysterious Ways (Solar Plexus Club Mix)            | single de Mysterious Ways                 | 4:08 |
| 12.   | If God Will Send His Angels (Big Yam Mix)          | single de Mofo                            | 5:42 |
| 13.   | Lemon (Jeep Mix)                                   | single de Lemon                           | 5:29 |
| 14.   | Discothèque (Hexidecimal Mix edit)                 | single de Discothèque                     | 5:45 |
| 73:52 |                                                    |                                           |      |

North and South of the River est écrite par Christy Moore. Happiness Is a Warm Gun est écrite par Lennon/McCartney. Your Blue Room est écrite par Brian Eno.

### DVD bonus inclus dans l'édition limitée
| 1.    | The History Mix                        | 7:40 |
| 2.    | U2 The Best of 1990 - 2000 DVD Trailer | 2:27 |
| 3.    | Please (Live Mural Cut)                | 5:00 |
| 4.    | Beautiful Day (Èze Version)            | 4:04 |
| 19:11 |                                        |      |

The History Mix est un montage vidéo des albums et tournées du groupe. Il contient également des interviews, vidéos promotionnelles, etc. La version en live de Please a été enregistrée au stade olympique d'Helsinki le 9 août 1997 et réalisée par Maurice Linnane.

## Classements et vente
The Best of 1990-2000 s'est classé N°1 dans 13 pays et a été la douzième meilleure vente de 2002, selon la Fédération internationale de l'industrie phonographique. Depuis sa sortie, il s'est vendu à 7,4 millions d'exemplaires à travers le monde, un chiffre de ventes satisfaisant, mais néanmoins largement en dessous de la compilation précédente et ses 19,3 millions de copies écoulées.
| Classements (2002)               | Meilleure position |
| -------------------------------- | ------------------ |
| Australie Top 50 Albums          | 1                  |
| Autriche Top 75 Albums           | 1                  |
| Belgique Ultratop (Flandre)      | 1                  |
| Belgique Ultratop (Wallonie)     | 3                  |
| Canadian Albums Chart            | 1                  |
| Danemark Top 40 Albums           | 1                  |
| Finlande Top 40 Albums           | 4                  |
| France                           | 1                  |
| Allemagne                        | 4                  |
| Grèce Top 50 Albums              | 1                  |
| Hongrie Top 40 Albums            | 3                  |
| Irlande Top 75 Albums            | 1                  |
| Italie Top 20 Albums             | 1                  |
| Japon Top 30 Albums              | 3                  |
| Pays-Bas Top 100 Albums          | 1                  |
| Nouvelle-Zélande Top 50 Albums   | 1                  |
| Norvège Top 40 Albums            | 2                  |
| Pologne Top 50 Albums            | 2                  |
| Suède Top 60 Albums              | 6                  |
| Suisse Top 100 Albums            | 1                  |
| UK Albums Chart                  | 2                  |
| Billboard 200 - & B-Sides        | 3                  |
| Billboard 200 - Standard edition | 34                 |